# За евреите и техните лъжи
„За евреите и техните лъжи“ (на немски: Von den Juden und ihren Lügen) е антиюдаистичен трактат на Мартин Лутер. Като обем съдържа 65 000 думи.
В книгата си Лутер препоръчва евреите да бъдат лишени от пари, граждански права, религиозно обучение и образование по Талмуда, като бъдат принудени да работят земеделски труд, а Талмудът и молитвените еврейски книги конфискувани, ако ли не – да бъдат експулсирани от Германия или убити. Предлага план от 8 точки за справяне с евреите и техните „лъжи“. Лутер обвинява евреите в ритуални убийства, отравяне на кладенци, магьосничество, лихварство.
По времето на Третия Райх, на традиционните конгреси на НСДАП в Нюрнберг, трактатът на Лутер е сред най-цитираните като източник на националсоциалистическата идеология. Сред основните пропагандатори на идеите и възгледите за евреите от трактата на Лутер е Юлиус Щрайхер с неговия „Дер Щюрмер“.